# Libri di memorie sull'Olocausto

Primo Levi, sopravvissuto a Auschwitz, autore di alcuni tra i più celebri Libri di memorie dell'Olocausto

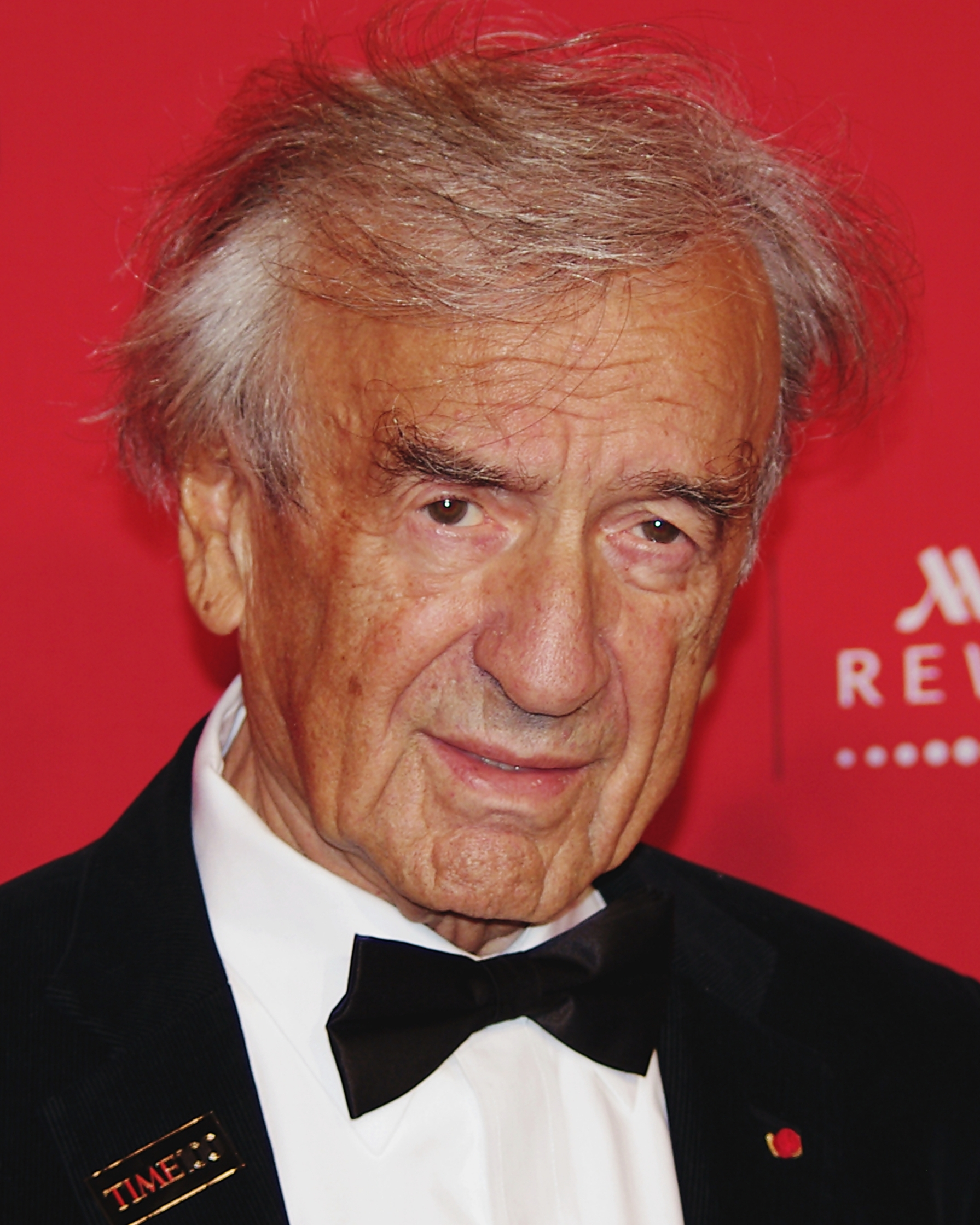
Elie Wiesel, Premio Nobel per la pace, altro celeberrimo scrittore e testimone dell'Olocausto

I libri di memorie sull’Olocausto, scritti dai sopravvissuti, sono una importante testimonianza diretta della vita delle persone coinvolte nelle persecuzioni razziali naziste. Alcuni memoriali furono scritti immediatamente dopo la Liberazione per denunciare i crimini cui si era assistito e fissare con precisione i propri ricordi. Altri memoriali furono redatti anche a distanza di anni o decenni dagli eventi narrati per conservare la propria testimonianza a futura memoria. Un memoriale che fu invece scritto e pubblicato mentre l'Olocausto era ancora in corso fu quello che oggi conosciamo come i protocolli di Auschwitz scritto dai due giovani fuggitivi da Auschwitz, Rudolf Vrba e Alfréd Wetzler, e pubblicato nel 1944, alla fine della loro fuga, in Slovacchia e consistente in una quarantina di fogli divisi in tre sezioni, battuti a macchina in più copie e tradotti in tedesco, il primo documento sulla Shoah ancora in corso.

## Introduzione
I libri di memorie sono fonti storiche fondamentali per la ricerca sull’Olocausto. In essi troviamo registrate i ricordi di persone che hanno vissuto in prima persona gli eventi narrati e ne sono quindi testimoni diretti.
Per quanto ogni libro di memorie non rifletta che l’esperienza particolare dell’autore, presi complessivamente essi ci danno un quadro vivo e diretto della realtà complessa che milioni di perseguitati si trovarono ad affrontare durante l'Olocausto e delle condizioni eccezionali che permisero la loro sopravvivenza. Mentre la maggior parte dei primi libri di memorie furono scritti da persone adulte, negli ultimi decenni, anche per ovvie ragioni anagrafiche, si sono moltiplicate le testimonianze di coloro che al tempo dell’Olocausto erano bambini o adolescenti.
I libri di memorie si possono dividere in tre gruppi:
- (a) Libri di memorie di persone che vissero come “rifugiati” in luoghi sicuri, i quali ricordano il loro esilio, la separazione dalla terra natale e dai propri familiari.
- (b) Libri di memorie di persone che sopravvissero sotto le norme di occupazione nazista, soggetti a discriminazione, in condizioni di prigionia, in ghetti o in campi di concentramento, di lavoro o di sterminio. È il caso, fra gli altri, di Primo Levi, Liana Millu, e Bruno Piazza.
- (c) Libri di memorie di persone che a queste norme di occupazione si sottrassero vivendo nascoste, tra i partigiani o in situazione di cladestinita’, nell’angoscia costante di essere denunciate, scoperte e catturate. È il caso, fra gli altri, di Giacoma Limentani, Emanuele Pacifici, e Aldo Zargani.

I libri di memorie vanno distinti dai Diari dell'Olocausto. Al contrario degli autori di diari, gli autori di libri di memoria sono tutti dei superstiti dell'Olocausto, i quali ricordano anche le esperienze più terribili a distanza di tempo sapendo come essi stessi e i loro cari ne siano usciti. La sconfitta del nazismo li ha resi dei “testimoni” ora pienamente consapevoli della dimensione della storia da essi vissuta e coscienti della propria responsabilita’ di fronte a eventi che trascendono la loro esperienza personale.

## La memoria italiana dell’Olocausto
| Autore                                | Nascita-Morte | Luoghi                      | I ed. |
| ------------------------------------- | ------------- | --------------------------- | --- |
| Ascoli, Marta                         | 1927-2014     | Italia, Auschwitz           | 1998 - Auschwitz è di tutti, Trieste: Lint, 1998; ristampa, Milano: Rizzoli, 2011. |
| Bassani, Giorgio                      | 1916-2000     | Italia, Ferrara             | 1956, 1962 - Cinque storie ferraresi, Torino, Einaudi, 1956. - Il giardino dei Finzi-Contini, Torino, Einaudi, 1962. <romanzi autobiografici> |
| Bassani, Italo                        |               | Italia                      | 1989 - Tanzbah’. Ricordi di un ragazzo ebreo, Mantova, Istituto Provinciale per la Storia del Movimento di Liberazione nel Mantovano, 1989. |
| Bauer, Goti                           | 1924          | Italia, Auschwitz           | 1996 - "Una vita segnata". In Voci dalla Shoah: testimonianze per non dimenticare, Firenze, La Nuova Italia, 1996; Udine, Gaspari, 2020. -- Come una rana d'inverno. Conversazioni con tre donne sopravvissute ad Auschwitz, Memorie raccolte da Daniela Padoan, Milano, Bompiani, 2004; Torino, Einaudi, 2024. |
| Bruck, Edith                          | 1932          | Ungheria, Auschwitz         | 1959 - Chi ti ama così, Milano: Lerici, 1959; ristampa, Venezia: Marsilio 1974, 2015. |
| Bucci, Andra e Tatiana                | 1939, 1937    | Italia, Auschwitz           | 2003 - Meglio non sapere. Memorie raccolte da Titti Marrone. Roma-Bari: Laterza, 2003. |
| Colombo, Bruno                        | 1924          | Italia                      | 1995 - Ich bin Jude!. In Una gioventù offesa. Ebrei genovesi ricordano, a cura di Chiara Bricarelli, Firenze, Giuntina, 1995, ISBN 88-8057-021-8 |
| Debenedetti, Giacomo                  | 1901-1967     | Italia                      | 1944 - 16 Ottobre 1943, in Il Mercurio (dic. 1944). Ristampa, Roma, Collana Confidenze, OET, 1945; Milano, Il Saggiatore, 1958; Palermo, Sellerio, 1993; Torino, Einaudi, 2001; Milano, La Nave di Teseo, 2021. |
| Della Pergola, Elisa "Lilli"          | 1930          | Italia                      | 1995 - Le persone che escono possono anche non tornare, in Una gioventù offesa. Ebrei genovesi ricordano, a cura di Chiara Bricarelli, Firenze, Giuntina, 1995, ISBN 88-8057-021-8. |
| Dello Strologo, Carla (Pupa Garribba) | 1935          | Italia, Svizzera            | 1995 - Pensa che bambina fortunata..., In Una gioventù offesa. Ebrei genovesi ricordano, a cura di Chiara Bricarelli, Firenze, Giuntina, 1995, ISBN 88-8057-021-8. |
| Ducci, Teo                            | 1913-2002     | Italia, Auschwitz           | 2000 - Un tallèt ad Auschwitz, Firenze, Giuntina, 2000. |
| Ferri, Luigi                          | 1932          | Italia, Auschwitz           | 1945 - Deposizione di fronte al tribunale di inchiesta di Cracovia, aprile 1945 (in tedesco). |
| Fiano, Nedo                           | 1925          | Italia, Auschwitz           | 1996 - "Oggi vi racconterò l'inferno", in Voci dalla Shoah. Testimonianze per non dimenticare, Firenze, La Nuova Italia, 1996; Udine, Gaspari, 2020. --- A5405. Il coraggio di vivere. Saronno: Monti, 2003. --- Il passato ritorna. Saronno: Monti, 2009. --- Berlino-Auschwitz... Berlino. Saronno: Monti, 2009. |
| Fiorentino, Leone                     | 1923          | Italia, Auschwitz           | 2002 - La marcia della morte. Da Auschwitz a Dachau 1943-1945, Milano, Mursia, 2002. --- Testimonianza dal Lager, RAI-Educational Archiviato il 3 giugno 2006 in Internet Archive. |
| Fiorentino Tedeschi, Giuliana         | 1914-2010     | Italia, Auschwitz           | 1946 - Questo povero corpo, Milano, Editrice Italiana, 1946 --- C'è un punto della terra… Una donna nel lager di Birkenau; ed. riveduta e ampliata, Firenze: La Giuntina, 1988. --- Come una rana d'inverno. Conversazioni con tre donne sopravvissute ad Auschwitz. Memorie raccolte da Daniela Padoan. Milano, Bompiani, 2004; Torino, Einaudi, 2024. |
| Fleischmann, Luigi                    | 1928          | Italia                      | 1999 - Un ragazzo ebreo nelle retrovie, Firenze, Giuntina, 1999. |
| Goldman, Louis                        | 1925-1996     | Italia                      | 1993 - Amici per la vita, Firenze: Edizioni SP 44, 1993. |
| Herman, Marek "Marco"                 | 1927          | Polonia, Italia, Resistenza | 1985 - Diario di un ragazzo ebreo nella seconda guerra mondiale: da Leopoli a Torino, Cuneo: L'arciere, 1985. |
| Jani, Emilio                          | 1889-...      | Italia, Auschwitz           | 1960 - "Mi ha salvato la voce: Auschwitz 180046", Milano, Ceschina, 1960. |
| Joffe Israel, Esther                  |               | Francia                     | 1949 - Vagone piombato, trad. di Aldo Borlenghi, Milano, Mondadori, 1949. |
| Kugler Weiss, Hanna                   | 1928          | Italia, Auschwitz           | 2006 - "Racconta! Fiume, Birkenau, Israele", Firenze, Giuntina, 2006. |
| Levi, Donatella                       | 1939          | Italia                      | 1995 - Vuole sapere il nome vero o il nome falso?, Padova, Il Lichene Edizioni, 1995. |
| Levi, Lazzaro                         | 1923-..       | Italia, Auschwitz           | 1945 - Nei campi della morte. Diario di un giovane deportato, in La Prora (dic. 1945 - gen. 1946). |
| Levi, Lia                             |               | Italia                      | 1994 – Una bambina e basta, Roma: e/o, 1994. |
| Levi, Primo                           | 1919-1987     | Italia, Auschwitz           | 1947 - Se questo è un uomo, Torino, Francesco De Silva, 1947. --- La tregua, Torino, Einaudi, 1963. --- I sommersi e i salvati, Torino, Einaudi, 1986. |
| Lewinska, Pelagia                     | 1907-2004     | Polonia, Auschwitz          | 1946 - Donne contro il mostro, con Luciana Nissim Momigliano, Torino, Ramella, 1946. |
| Limentani, Giacoma                    |               | Italia                      | 1967 – In contumacia, Milano: Adelphi, 1967. |
| Limentani, Mario                      | 1923-2014     | Italia, Mauthausen          | 2014 - La scala della morte. Mario Limentani da Venezia a Roma, via Mauthausen. Memorie raccolte da Grazia Di Veroli. Cava de' Tirreni, Marlin, 2014. --- Testimonianza dal Lager, Rai-Educational Archiviato il 15 dicembre 2013 in Internet Archive. |
| Millu Liana                           | 1914-2005     | Italia, Auschwitz           | 1947 - Il fumo di Birkenau, Milano, La Prora, 1947. --- "Tagebuch. Il diario del ritorno dal Lager", Firenze, Giuntina, 2006. --- |
| Misul, Frida                          | 1919-1992     | Italia, Auschwitz           | 1946 - Fra gli artigli del mostro nazista: la più romanzesca delle realtà, il più realistico dei romanzi, Livorno, Belforte, 1946. --- Deportazione. Il mio diario, a cura dell'Ufficio Storico della Resistenza del Comune di Livorno. Riedizione riveduta e ampliata del volume del 1946. Livorno: Belforte, 1980. |
| Modiano, Renzo                        | 1936          | Italia                      | 2005 - Di razza ebraica, Milano, Libri Scheiwiller, 2005. |
| Modiano, Sami                         | 1930          | Italia, Auschwitz           | 2013 - Per questo ho vissuto, Milano: Rizzoli, 2013. |
| Modigliani, Carlo                     |               | Italia                      | 1959 - Una croce e una stella. Dal mio diario, Milano: Gastaldi, 1959. |
| Modigliani, Piero                     |               | Italia, Roma                | 1984 – I nazisti a Roma. Dal diario di un ebreo, Roma: Città Nuova, 1984. |
| Morpurgo Fano, Letizia                |               | Italia                      | 1966 - Diario. Ricordi di prigionia, 1943-45, Trieste: Comunità Ebraica di Venezia, 1966. |
| Morpurgo, Luciano                     | 1886-1971     | Italia, Dalmazia            | 1946 - Caccia all'uomo. Vita sofferenze e beffe. Pagine di diario 1938-1944, Roma: Casa Editrice Dalmatia S.A. di Luciano Morpurgo, 1946. |
| Neerman, Ferruccio                    |               | Italia                      | 2002 - Infanzia rubata. Storia vissuta di un bambino ebreo, Arbizzano di Negrar: Damolgraf, 2002. |
| Neerman, Olga                         |               | Italia                      | 2010 - Ebrei per caso, Mestre: Stamperia Cetid, 2010. |
| Nissim Momigliano, Luciana            | 1919-1998     | Italia, Auschwitz           | 1946 - Donne contro il mostro, con Pelagia Lewinska, Torino: Ramella, 1946. |
| Pacifici, Emanuele                    | 1931          | Italia                      | 1993 - Non ti voltare. Autobiografia di un ebreo, Firenze: Giuntina, 1993. |
| Piazza, Bruno                         | 1889-1946     | Italia, Auschwitz           | 1956 - Perché gli altri dimenticano, Milano: Feltrinelli, 1956. |
| Sacerdote, Luciana                    | 1924          | Italia, Auschwitz           | 1995 - Sembrava ci stessero aspettando, in Una gioventù offesa. Ebrei genovesi ricordano, a cura di Chiara Bricarelli, Firenze, Giuntina, 1995, ISBN 88-8057-021-8. |
| Sacerdoti, Giancarlo                  |               | Italia                      | 1983 - Ricordi di un ebreo Bolognese. Illusioni e delusioni, 1924-45, Roma: Bonacci, 1983. |
| Salmoni, Gilberto                     | 1928          | Italia, Buchenwald          | 1995 - I fratelli hanno ucciso i fratelli, in Una gioventù offesa. Ebrei genovesi ricordano, a cura di Chiara Bricarelli, Firenze, Giuntina, 1995, ISBN 88-8057-021-8. - Testimonianza dal Lager, Rai-Educational Archiviato il 2 aprile 2013 in Internet Archive. |
| Salmonì, Rubino Romeo                 | 1920-2011     | Italia, Auschwitz           | 2011 - Ho sconfitto Hitler: appunti, note e frammenti di memoria di un sopravvissuto ad Auschwitz- Birkenau, Roma: Provincia di Roma, 2011. |
| Saralvo, Corrado                      | 1894-1983     | Italia, Auschwitz           | 1969 - Più morti più spazio, Milano: Baldini & Castoldi, 1969; rist., Cesena: Il ponte vecchio, 2009. |
| Schafranov, Sofia                     | 1891-1994     | Italia, Auschwitz           | 1945 - I campi della morte in Germania nel racconto di una sopravvissuta. Memorie raccolte da Alberto Cavaliere. Milano: Sonzogno, 1945; rist., Milano: Edizioni Paoline, 2010. |
| Schiffer, Davide                      | 1928          | Italia                      | 2003 - Non c’è ritorno a casa… Memorie di vite stravolte dalle leggi razziali, Milano: 5 Continents Editions, 2003. |
| Sed, Alberto                          | 1928-2019     | Italia, Auschwitz           | 2009 - Sono stato un numero. Memorie raccolte da Roberto Riccardi. Firenze: Giuntina, 2009. |
| Sed, Fatina                           | 1931-1996     | Italia, Auschwitz           | 2017 - Biografia di una vita in più. Memorie edite da Anna Segre e Fabiana Di Segni. Roma: Elliot, 2017. |
| Segre, Liliana                        | 1930          | Italia, Auschwitz           | 1996 - "Un'infanzia perduta", in Voci dalla Shoah. Testimonianze per non dimenticare, Firenze, La Nuova Italia, 1996; Udine, Gaspari, 2020. --- Come una rana d'inverno. Conversazioni con tre donne sopravvissute ad Auschwitz. Memorie raccolte da Daniela Padoan. Milano: Bompiani, 2004; Torino, Einaudi, 2024. --- Sopravvissuta ad Auschwitz. Memorie raccolte da Emanuela Zuccalà. Milano: Paoline Editoriale Libri, 2005. --- La Memoria rende liberi. La vita interrotta di una bambina nella Shoah. Memorie raccolte da Enrico Mentana. Milano: Rizzoli, 2015. |
| Sonnino, Piera                        | 1922-1999     | Italia, Auschwitz           | 1960, ed. 1991, 2004 - Scritto nel 1960 sotto il titolo: La notte di Auschwitz. Pubblicato col titolo Questo è stato: una famiglia italiana nei lager, Milano, Il saggiatore, 2004. --- "12 ottobre 1943: scoperta della famiglia Sonnino", In Una gioventù offesa. Ebrei genovesi ricordano, a cura di Chiara Bricarelli, Firenze, Giuntina, 1995, ISBN 88-8057-021-8. |
| Spizzichino, Settimia                 | 1921-2000     | Italia, Auschwitz           | 1996 - Gli anni rubati. Memorie raccolte da Isa di Nepi Olper, Comune di Cava de' Tirreni, 1996. |
| Springer, Elisa                       | 1918-2004     | Italia, Auschwitz           | 1997 - Il silenzio dei vivi, Venezia: Marsilio, 1997, ISBN 978-88-317-6602-9. --- L'eco del silenzio. La Shoah raccontata ai giovani, Venezia: Marsilio, 2003. |
| Szörényi, Arianna                     | 1933          | Italia, Auschwitz           | 2014 - Una bambina ad Auschwitz, a cura di Mario Bernardi, Milano: Mursia, 2014, ISBN 978-88-425-4866-9. [edizione integrale del diario tenuto da Arianna Szörényi] |
| Tedeschi, Natalia                     | 1922          | Italia, Auschwitz           | Testimonianza dal Lager, Rai-Educational Archiviato il 3 giugno 2006 in Internet Archive. |
| Todros, Alberto                       | 1920-2003     | Italia, Mauthausen          | 1999 - Memorie 1920-1952, Torino: Trauben, 1999. |
| Todros, Carlo                         | 1923-2003     | Italia, Mauthausen          | Testimonianza dal lager, Rai-Educational Archiviato il 4 marzo 2016 in Internet Archive. |
| Treves Alcalay, Liliana               | 1939          | Italia                      | 1994 - Con occhi di bambina (1941-1945), Firenze, Giuntina, 1994. |
| Valech Capozzi, Alba                  | 1916-1999     | Italia, Auschwitz           | 1946 - A 24029. Siena: Soc. An. Poligrafica, 1946. Rist., Siena: Istituto Storico della Resistenza Senese, 1995. |
| Venezia, Dora                         | 1925          | Italia, Auschwitz           | 1995 - "Perché è successo?". In Una gioventù offesa. Ebrei genovesi ricordano, a cura di Chiara Bricarelli, Firenze, Giuntina, 1995, ISBN 88-8057-021-8. |
| Venezia, Shlomo                       | 1923-2012     | Italia, Auschwitz           | 2007 - Sonderkommando Auschwitz, Milano: Rizzoli, 2007, ISBN 978-88-17-02863-9. |
| Viterbi Ben-Horin, Mirjam             |               | Italia                      | 2008 - Con gli occhi di allora: una bambina ebrea e le leggi razziali, Brescia: Morcelliana, 2008. |
| Weidenreich Piccardi, Ruth            |               | Italia, Auschwitz           | 1960 - Un medico nel campo di Auschwitz. Testimonianza di una deportata, Firenze: Istituto storico della Resistenza in Toscana, 1960. |
| Weintraub, Izhak                      |               | Italia                      | 1996 - Grazie, S.l.: Metis, 1996. |
| Zargani, Aldo                         | 1933-2020     | Italia                      | 1995 - Per violino solo. La mia infanzia nell’Aldiqua, 1938-1945, Bologna, il Mulino, 1995. |
| Rahamin Coen                          | 1916-2009     | Rodi Egeo                   | 2003 - Mi alma: storia di Rahamin Coen, Memorie raccolte da Giorgio Mieli, Firenze, La Giuntina, 2003. |

## La memoria europea dell'Olocausto
| Autore                   | Nascita-Morte | Luoghi                                                   | I ed. | Ed. italiana |
| ------------------------ | ------------- | -------------------------------------------------------- | --- | --- |
| Akavia, Miriam           | 1927-2015     | Polonia, Auschwitz, Bergen-Belsen                        | 1995 - An End to Childhood (Essex: Vallentine Mitchell, 1995) -- My Own Vineyard(London: Vallentine Mitchell, 2006)                                                                           | ~ n.t. ~ |
| Améry, Jean (Hans Mayer) | 1912-1978     | Austria, Auschwitz                                       | 1966 - Jenseits von Schuld und Sühne (München, 1966) | 1987 - Intellettuale a Auschwitz, trad. di Enrico Ganni (Torino: Bollati Boringhieri, 1987)                                                                                     |
| Appelfeld, Aharon        | 1932-2018     | Romania                                                  | 1999 - סיפור חיים (HE) (Jerusalem: Keter, 1999). | 2001 - Storia di una vita, trad. di Ofra Bannet e Raffaella Scardi (Firenze: Giuntina, 2001).                                                                                   |
| Appleman-Jurman, Alicia  | 1930-2017     | Polonia                                                  | 1988 - Alicia (Toronto and New York: Bantam, 1988). | 1989 - Alicia, trad. di Marisa Castino (Milano: Sperling & Kupfer, 1989). |
| Auerbacher, Inge         | 1934          | Germania, Theresienstadt                                 | 1986 - I Am a Star: Child of the Holocaust (New York: Prentice-Hall, 1986). / Je suis une etoile: une enfant de l'Holocauste. Paris: Editions du Seuil, 1989                                  | 1995 - Io sono una stella: una bambina dall'olocausto, trad. di Amina Pandolfi e Bruno Pedretti (Milano: Bompiani, 1995).                                                       |
| Awret, Irene Spicker     | 1921-2014     | Germania, Belgio                                         | 2004 - Aber erst müßt ihr mich kriegen. Erinnerungen einer Malerin 1921–1944 (Berlin: Aufbau-Verlag, 2004).                                                                                   | ~ n.t. ~ |
| Bacon, Ursula            | 1927          | Germania, Cina                                           | 2004 - Shanghai Diary: A Young Girl's Journey from Hitler's Hate to War-Torn China (Milwaukie, OR: M Press, 2004)                                                                             | ~ n.t. ~ |
| Bernstein, Sara Tuvel    | 1918-1983     | Romania, Ravensbruck                                     | 1997 - The Seamstress: A Memoir of Survival (New York: Putnam, 1997). | ~ n.t. ~ |
| Birenbaum, Halina        | 1929          | Polonia, Majdanek, Auschwitz                             | 1967 - Nadzieja umiera ostatnia (1967) / Ed.in. Hope Is the Last to Die (1994) | 2014 - La speranza è l'ultima a morire: ritorno al passato (Oświęcim: Muzeum Auschwitz-Birkenau, 2014).                                                                         |
| Bitton-Jackson, Livia    | 1931          | Slovacchia, Auschwitz                                    | 1980 - Elli: Coming of Age in the Holocaust (New York: Times Books, 1980) - 2nd ed. I Have Lived a Thousand Years: Growing Up in the Holocaust (New York: Simon & Schuster, 1997).            | 2001 - Ho vissuto mille anni: crescere durante l'olocausto (Milano: Fabbri, 2001).                                                                                              |
| Bornstein, Michael       | 1940          | Polonia, Auschwitz                                       | 2017 - Survivors Club: The True Story of a Very Young Prisoner of Auschwitz (New York: Farrar Straus Giroux, 2017).                                                                           | 2019 - Il più giovane prigioniero di Auschwitz (Roma: Newton Compton, 2019). |
| Buergenthal, Thomas      | 1934          | Czechoslovakia, Auschwitz                                | 2007 - Ein Glückskind (Bonn: BpB, 2007). | ~ n.t. ~ |
| Buzyn, Élie              | 1929          | Polonia                                                  | 2018 - J'avais 15 ans (Alisio, 2018). | 2020 - Avevo 15 anni, trad. Elena Loewenthal (Milano: Mondadori, 2020). |
| Chiger, Krystyna         | 1935          | Polonia                                                  | 2008 - The Girl in the Green Sweater: A Life in Holocaust's Shadow (New York: St. Martin's Press, 2008).                                                                                      | ~ n.t. ~ |
| Christophe, Francine     | 1933          | France, Bergen-Belsen                                    | 1996 - Une petite fille privilégiée (Paris: Harmattan, 1996) / Ed.in. From a World Apart: A Little Girl in the Concentration Camps (Lincoln: University of Nebraska Press, 2000).             | 2007 - Non sono passata per il camino, trad. di Manuela Vasconi (Varese: Macchione, 2007).                                                                                      |
| David, Ruth L.           | 1929          | Germania, Kindertransport                                | 1996 - Ein Kind unserer Zeit (Frankfurt am Main: dipa-Verl., 1996). / Ed.in. Child of Our Time: A Young Girl's Flight from the Holocaust (London: Tauris, 2002).                              | ~ n.t, ~ |
| Diment, Michael          | 1915-...      | Ucraina                                                  | 1991 - The Lone Survivor: A Diary of the Lukacze Ghetto and Svyniukhy (New York: Holocaust Library, 1991).                                                                                    | ~ n.t. ~ |
| Fahidi, Éva              | 1925-         | Ungheria, Debrecen                                       | 2005 - Anima rerum: a dolgok lelke. Budapest: Tudomány Kiadó, 2005 | 2019 - L'anima delle cose, trad. di Laura Nemes Jeles (Pisa: Della Porta Editori, 2019).                                                                                        |
| Finder, Rena             | 1929          | Polonia                                                  | 2019 - My Survival: A Girl on Schindler's List (New York, NY: Scholastic Press, 2019) | ~ n.t. ~ |
| Finkel, Sidney           | 1933          | Polonia, Treblinka, Buchenwald                           | 2006 - Sevek and the Holocaust: The Boy Who Refused to Die (Matteson, Ill.: Sidney Finkel, 2006).                                                                                             | ~ n.t. ~ |
| Frankl, Victor           | 1905-1997     | Austria, Auschwitz                                       | 1946 - Ein Psychologe erlebt das Konzentrationslager (1946). | 1967 - Uno psicologo nei lager, trad. di Nicoletta Schmitz Sipos (Milano: Ares, 1967).                                                                                          |
| Freiberg, Dov            | 1927-2008     | Polonia, Sobibor                                         | 1988 - To Survive Sobibor (1988). | ~ n.t. ~ |
| Friedländer, Saul        | 1932          | Francia                                                  | 1978 - Quand vient le souvenir (Paris: Éditions du Seuil, 1978) / When Memory Comes (New York: Farrar, Straus, Giroux, 1979).                                                                 | 1990 - A poco a poco il ricordo, trad. di Natalia Ginzburg (Torino: Einaudi, 1990).                                                                                             |
| Geve, Thomas             | 1929          | Germania                                                 | 1958 - Youth in Chains (Jerusalem: Rubin Mass, 1958). / Es gibt hier keine Kinder (Göttingen: Wallstein Verlag, 1997).                                                                        | 2011 - Qui non ci sono bambini, trad. di Margherita Botto (Torino: Einaudi, 2011).                                                                                              |
| Glowinski, Michal        | 1934          | Polonia                                                  | 1998 - Czarne sezony (1998). | 2004 - Tempi bui, trad. di Claudio Madonia (Firenze: Giuntina, 2004). |
| Gross, Elly              | 1929          | Romania, Auschwitz                                       | 2007 - Elly: My True Story Of The Holocaust (New York: Scholastic, 2007) | ~ n.t. ~ |
| Grove, Andrew S.         | 1936-2016     | Ungheria                                                 | 2001 - Swimming Across (New York, NY: Warner Books, 2001) | ~ n.t. ~ |
| Hersh, Arek              | 1928          | Polonia, Auschwitz, Theresienstadt                       | 1998 - A Detail of History: The Harrowing True Story of a Boy Who Survived the Nazi Holocaust (Laxton: Beth Shalom, 1998)                                                                     | ~ n.t. ~ |
| Holstein Denise          | 1927          | Francia, Auschwitz                                       | 1995 - Je ne vous oublierai jamais, mes enfants d’Auschwitz Éditions 1, 1995. | 2006 - Non vi dimenticherò mai, bambini miei di Auschwitz (Genova: Il melangolo, 2006).                                                                                         |
| Jacobson, Louise         | 1924-1943     | Francia                                                  | 1989 - Les lettres de Louise Jacobson, a cura di Nadia Kaluski-Jacobson, 1989. | 1996 - Dal liceo ad Auschwitz - Lettere di Louise Jacobson, trad. di Mirella Caveggia (Roma: L'Unità, 1996).                                                                    |
| Joffo, Joseph            | 1931-2018     | Francia                                                  | 1973 - Un sac de billes (Paris: Éditions Jean-Claude Lattès, 1973). | 1976 - Un sacchetto di biglie, trad. di Marina Valente (Milano: Rizzoli, 1976).                                                                                                 |
| Kertész, Imre            | 1929-2016     | Ungheria, Auschwitz                                      | 1975 - Sorstalanság (1975). | 1999 - Essere senza destino, trad. di Barbara Griffini (Milano: Feltrinelli, 1999). <Romanzo autobiografico>                                                                    |
| Klüger, Ruth             | 1931          | Austria                                                  | 1992 - Weiter leben: eine Jugend Wallstein (Göttingen: Wallstein, 1992). / Ed.in. Still Alive: A Holocaust Girlhood Remembered (The Feminist Press, 2001).                                    | 1997 - Vivere ancora: storia di una giovinezza, trad. di Andreina Lavagnetto (Milano: CDE, 1997).                                                                               |
| Kor, Eva Mozes           | 1934-2019     | Romania, Auschwitz                                       | 2009 - Surviving the Angel of Death: The Story of a Mengele Twin in Auschwitz. Terre Haute, IN: Tanglewood Pub., 2009.                                                                        | ~ n.t. ~ |
| Kramer, Clara            | 1927-2018     | Polonia                                                  | 2008 - Clara's War: One Girl's Story of Survival (London: Ebury Press, and New York, NY: Ecco Press, 2008).                                                                                   | 2009 - La guerra di Clara, trad. di Maddalena Togliani (Milano: TEA, 2009). |
| Kraus, Michal (Michael)  | 1930-         | Rep. ceca, Auschwitz                                     | 1947 (ms.) / Drawing the Holocaust: A Teenager’s Memory of Terezin, Birkenau, and Mauthausen (2016).                                                                                          | ~ n.t. ~ |
| Kuper, Jack              | 1932          | Polonia                                                  | 1967 - Child of the Holocaust (London: Routledge & K. Paul, 1967). | 1997 - Figlio dell'Olocausto (Novara: Istituto geografico De Agostini, 1997).                                                                                                   |
| Kurzem, Alex             | 1936          | Lettonia                                                 | 2007 - The Mascot (New York: Viking, 2007). | 2009 - Il bambino senza nome, trad. di Franca Genta Bonelli (Milano: Mondolibri, 2009).                                                                                         |
| Lau, Yisrael Meir        | 1937          | Polonia, Buchenwald                                      | 2011 - Out of the Depths: The Story of a Child of Buchenwald Who Returned Home at Last (New York: Sterling Pub.: In conjunction with OU Press, 2011)                                          | 2014 - Dalle ceneri alla storia (Roma: Gangemi, 2014). |
| Laughlin, Estelle        | 1929          | Polonia, Madjanek                                        | 2012 - Transcending Darkness: A Girl's Journey Out of the Holocaust (Lubbock, TX: Texas Tech University Press, 2012)                                                                          | ~ n.t. ~ |
| Leipciger, Nate          | 1928          | Polonia, Auschwitz                                       | 2015 - The Weight of Freedom (Toronto: The Azrieli Foundation, 2015) | ~ n.t. ~ |
| Leitner, Isabella        | 1924-2009     | Ungheria, Auschwitz                                      | 1978 - Fragments of Isabella (1978). | 1996 - Frammenti di Isabella: memoria di Auschwitz, trad. di Silvia Madonia (Milano: Mursia, 1996).                                                                             |
| Lengyel, Olga            | 1908-2001     | Ungheria, Auschwitz                                      | 1946 - Souvenirs de l'au-delà (1946) / Five Chimney (1946). | 1967 - I forni di Hitler, trad. di Anna Cozzani (Bologna: Carroccio, 1967). |
| Leyson, Leon             | 1929-2013     | Polonia                                                  | 2013 - The Boy on the Wooden Box (New York: Atheneum Books for Young Readers, 2013). | 2014 - Il bambino di Schindler, trad. di Egle Costantino (Milano: Mondadori, 2014).                                                                                             |
| Ligocka, Roma            | 1938          | Polonia, Ghetto di Cracovia                              | 2000 - Das Mädchen im roten Mantel (München: Droemer, 2000) / The Girl in the Red Coat (New York: St. Martin's Press, 2002).                                                                  | 2001 - La bambina col cappotto rosso: la storia vera di una sopravvissuta all'olocausto, trad. di Marina Buttarelli (Milano: Mondadori, 2001).                                  |
| Lobel, Anita             | 1934          | Polonia                                                  | 1998 - No Pretty Pictures: A Child of War (New York: Greenwillow Books, 1998). | ~ n.t. ~ |
| Lustig, Oliver           | 1926-2017     | Romania, Auschwitz                                       | 1982 - Dicționar de lagăr (1982). | 1996 - Dizionario del lager, trad. di Goti Bauer (Scandicci: La nuova Italia, 1996).                                                                                            |
| Mandelbaum, Jack         | 1927          | Polonia                                                  | 2001 - Surviving Hitler: A Boy in the Nazi Death Camps. Memorie raccolte da Andrea Warren (New York: HarperCollinsPublishers, 2001).                                                          | ~ n.t. ~ |
| Millman, Isaac           | 1933          | Francia                                                  | 2005 - Hidden Child. Memorie raccolte da Andrea Warren (New York: Farrar, Straus and Giroux, 2005).                                                                                           | 2006 - Il bambino nascosto, trad. di Paola Mazzarelli (San Dorligo della Valle: Emme, 2006).                                                                                    |
| Milton, Edith            | 1932          | Germania, Kindertransport                                | 2005 - The Tiger in the Attic: Memories of the Kindertransport and Growing Up English (Chicago, IL: University of Chicago Press, 2005)                                                        | ~ n.t. ~ |
| Nasser, Stephen          | 1931          | Ungheria, Auschwitz                                      | 2003 -My Brother's Voice: How a Young Hungarian Boy Survived the Holocaust (Las Vegas, Nev.: Stephens Press, 2003)                                                                            | ~ n.t. ~ |
| Nir, Yehuda              | 1930-2014     | Polonia                                                  | 1989 - The Lost Childhood: A Memoir (San Diego: Harcourt Brace Jovanovich, 1989). | 2004 - Diario di Yehuda, trad. di Giancarlo Carlotti (Milano: Mondadori, 2004).                                                                                                 |
| Nyiszli, Miklós          | 1901-1956     | Ungheria, Auschwitz                                      | 1946 - Médecin à Auschwitz (1946). | 1962 - Medico ad Auschwitz (Milano: Sugar, 1962). |
| Oberski, Jona            | 1938          | Olanda, Bergen-Belsen                                    | 1978 - Kinderjaren (1978). -- Childhood (Garden City, NY: Doubleday, 1983). | 1982 - Anni d'infanzia. Un bambino nei lager, trad. di Amina Pandolfi (Milano: Mondadori, 1982).                                                                                |
| Perel, Solomon           | 1925          | Germania, Polonia                                        | 1990 - Ed. fr. Europa, Europa, trad. di Lysette Hassine-Mamane (Paris: Ramsay, 1990) / Ed. in. Europa, Europa, trad. di Margot Bettauer Dembo (1997).                                         | ~ n.t. ~ |
| Pisar, Samuel            | 1929-2015     | Polonia, Auschwitz                                       | 1979 - Le sang de l'espoir (Paris: Laffont, 1979) / Ed. in. Of Blood and Hope (Boston: Little, Brown, 1980).                                                                                  | 1980 - Il sangue della speranza (Milano: Sperling & Kupfer, 1980). |
| Pivnik, Sam              | 1926-2017     | Polonia, Auschwitz                                       | 2010 - Survivor (2010) | 2012 - L'ultimo sopravvissuto, trad. di Cristiano Peddis (Roma: Newton Compton, 2012).                                                                                          |
| Rekhtman, Moyshe         | 1927          | Ucraina                                                  | 2008 - Here My Home Once Stood (San Rafael, CA: Fourth Generation Pub., 2008). | ~ n.t. ~ |
| Reichental, Tomi         | 1935          | Slovacchia, Bergen-Belsen                                | 2011 - I Was a Boy in Belsen (Dublin: O'Brien Press Ltd, 2011). | ~ n.t. ~ |
| Reiss, Johanna           | 1932          | Paesi Bassi                                              | 1972 - The Upstairs Room (1972). | ~ n.t. ~ |
| Růžičková, Zuzana        | 1927-2017     | Cecoslovacchia, Theresienstadt, Auschwitz, Bergen-Belsen | 2019 - One Hundred Miracles: A Memoir of Music and Survival (London: Bloomsbury, 2019) | ~ n.t. ~ |
| Samson, Naomi            | 1933          | Polonia                                                  | 2000 - Hide: A Child's View of the Holocaust (Lincoln: University of Nebraska Press, 2000).                                                                                                   | ~ n.t. ~ |
| Saurel, Jacques          | 1933          | Francia, Bergen-Belsen                                   | 2006 - De Drancy à Bergen-Belsen, 1944-45 (Paris: Le Manuscrit, 2006) / From Paris to Bergen-Belsen, 1944-1945: Memories of a Deported Child (Paris: Le Manuscrit, 2010).                     | 2012 - Da Parigi a Bergen-Belsen, 1944-1945: ricordi di un bambino deportato, trad. di Maria Béatrice Feder, Cristine Verthuy e Elisabetta Ruffini (Paris: Le Manuscrit, 2012). |
| Schloss, Eva             | 1929          | Paesi Bassi, Auschwitz                                   | 1988 - Eva's Story: A Survivor's Tale (New York: St. Martin's Press, 1988) 2013 - After Auschwitz, Eva Schloss and Karen Bartlett (London, Hodder & Stoughton And Hachette, 2013)             | 2013 - Sopravvissuta ad Auschwitz. Una storia vera, Trad. di Lucilla Rodinò e Rosa Prencipe, (Roma, Newton Compton, 2013)                                                       |
| Schramm, Gert            | 1928-2016     | Germania, Buchenwald                                     | 2011 - Wer hat Angst vorm schwarzen Mann? (Berlin: Aufbau, 2011). | ~ n.t. ~ |
| Sender, Ruth Minsky      | 1926          | Polonia, Ghetto di Lodz, Auschwitz                       | 1986 - The Cage (1986) | ~ n.t. ~ |
| Siegal, Aranka           | 1930          | Ungheria                                                 | 1981 - Upon the Head of the Goat: A Childhood in Hungary (New York: Farrar Straus Giroux, 1981)                                                                                               | ~ n.t. ~ |
| Spier-Donati, Marianne   | 1930          | Francia, Italia                                          | 2001 - Olga Tarcali. Retour a Erfurt, 1935-1945: recit d'une jeunesse eclatee (Paris: L'Harmattan, 2001).                                                                                     | 2004 - Olga Tarcali. Ritorno a Erfurt: racconto di una giovinezza interrotta, 1935-1945, trad. di Amedeo Donati (Torino: L'Harmattan Italia, 2004).                             |
| Steinberg, Paul          | 1926-1999     | Francia, Auschwitz                                       | 1996 - Chronique d'ailleurs (Paris: Ramsay, 1996). | 1997 - Un altro mondo (Guanda, 1997). |
| Stoessinger, John G.     | 1927-2017     | Austria, Cina                                            | 1978 - Night Journey: A Story of Survival and Deliverance (1978) | ~ n.t. ~ |
| Szpilman, Władysław      | 1911-2000     | Polonia, Ghetto di Varsavia                              | 1946 - Ed. polacca, 1946 / Ed. tedesca, Das wunderbare Überleben (1998). | 1999 - Il pianista, Varsavia 1939-1945. La straordinaria storia di un sopravvissuto (Milano: Baldini & Castoldi, 1999).                                                         |
| Terry, Jack              | 1930          | Polonia, Flossenburg                                     | 2005 - Jakub's World: A Boy's Story of Loss and Survival in the Holocaust (Albany: State University of New York Press, 2005).                                                                 | ~ n.t. ~ |
| Vaisman, Sima            | 1903-1997     | Francia, Auschwitz                                       | 2002 - Parmi les cris, un chant s'èleve (Paris: Éditions Michel Lafon, 2002). | 2004 - L'inferno sulla terra: la testimonianza di una dottoressa deportata ad Auschwitz, trad. di Vanna Lucattini Vogelmann (Firenze: Giuntina, 2004).                          |
| Velmans, Edith           | 1925          | Olanda                                                   | 1997 - Het verhaal van Edith (Amsterdam: Podium, 1997). | 1999 - Il libro di Edith, trad. di Ira Rubini (Milano: Frassinelli, 1999). |
| Virtzberg, Beni          | 1928-1968     | Polonia, Auschwitz                                       | 1967 - "Milayl Habedolah Ve'ad Laylot Hakrav" ("From Kristallnacht to the Nights of Battle") (Jerusalem: Masada Press, 1967) (HE) .                                                           | ~ n.t. ~ |
| Vrba, Rudolf             | 1924-2006     | Slovacchia, Auschwitz                                    | 1944 - Oswiecim, hrobka styroch miliónov l'udí (con Alfred Wetzler), 1944 | 2008 - I protocolli di Auschwitz. Aprile 1944: il primo documento della Shoah (Milano: Bur Rizzoli, 2008).                                                                      |
| Weinberg, Felix          | 1928-1912     | Rep. ceca, Theresienstadt, Auschwitz                     | 2013 - Boy 30529: A Memoir (London & New York: Verso, 2013). | 2014 - Bambino nº 30529: deportato a soli 12 anni e sopravvissuto a cinque campi di concentramento (Roma: Newton Compton, 2014).                                                |
| Weissberger, Ela         | 1930          | Cecoslovacchia, Theresienstadt                           | 2006 - The Cat with the Yellow Star: Coming of Age in Terezin (New York: Holiday House, 2006).                                                                                                | ~ n.t. ~ |
| Wellers, Georges         | 1905-1991     | Francia, Drancy, Auschwitz                               | 1946 - De Drancy a Auschwitz. Paris: Editions du Centre, 1946. --- Les chambres a gaz ont existe (Paris: Gallimard, 1981).                                                                    | 1997 - Le camere a gas sono esistite, trad. di Giorgio Paleo (Torino: Euredit, 1997).                                                                                           |
| Wetzler, Alfréd          | 1918-1988     | Slovacchia, Auschwitz                                    | 1944 - Oswiecim, hrobka styroch miliónov l'udí (con Rudolf Vrba), 1944 | 2008 - I protocolli di Auschwitz. Aprile 1944: il primo documento della Shoah (Milano: Bur Rizzoli, 2008).                                                                      |
| Wiesel, Elie             | 1928-2016     | Romania, Auschwitz                                       | 1956 - און די וועלט האט געשוויגן <yiddish> (1956) / La nuit (1958). | 1980 - La notte, trad. di Daniel Vogelmann (Firenze: Giuntina, 1980. |
| Zyskind, Sara            | 1927-1995     | Polonia, Ghetto di Lodz, Auschwitz                       | 1977 - העטרה שאבדה : בגיטו לודז׳ ובמחנות <ebraico> (Tel Aviv: Bet loḥame ha-getaʼot ṿe-hotsaʼat ha-Ḳibuts ha-meʼuḥad, 1977) -- Stolen Years (Minneapolis, MN: Lerner Publications Co., 1981). | ~ n.t. ~ |

## Antologie di ricordi
- Giancarlo Ottani. Un popolo piange: La tragedia degli ebrei italiani. Milano: Giovene, 1945.
- Teodoro Morgani (a cura di). Quarant'anni dopo. Roma: Carucci, 1986—Testimonianze di ebrei di Fiume.
- Chiara Bricarelli (a cura di). Una gioventù offesa. Ebrei genovesi ricordano, Firenze, Giuntina, 1995, ISBN 88-8057-021-8
- Voci della Shoah: testimonianze per non dimenticare, Scandicci: La Nuova Italia, 1996—Testimonianze di Goti Bauer, Liliana Segre e Nedo Fiano
- Federazione Giovanile Ebraica d'Italia (a cura di). Meditate che questo è stato. Testimonianze di reduci dai campi di sterminio, Firenze: La Giuntina, 1996—Testimonianze di Virginia Gattegno, Liana Millu, Lucia Rodiano
- Daniela Padoan (a cura di). Come una rana d'inverno. Conversazioni con tre donne sopravvissute ad Auschwitz. Milano: Bompiani, 2004.
- Marcello Pezzetti (a cura di). Il libro della Shoah italiana. I racconti di chi è sopravvissuto, Torino: Einaudi, 2009.

## Studi, articoli e monografie
- Shaul Bassi, Paola Mortara e Gadi Luzzatto Voghera, Fotografia e Memoria, Venezia, Ikona Gallery, 2010, ISBN 978-88-9047-540-5.
- Anna Baldini, "La memoria italiana della Shoah, 1944-2009"[collegamento interrotto], in Atlante della letteratura italiana, Torino, Einaudi, Vol.3, pag. 758-763.